# Ndiyona
Ndiyona ist eine Siedlung in der Region Kavango-Ost im Nordosten Namibias. Sie liegt im gleichnamigen Wahlkreis mit rund 19.150 Einwohnern. Ndiyona liegt an der Nationalstraße B8, rund 100 km östlich von Rundu und fünf Kilometer vom Ufer des Okavango.
Ndiyona liegt 1021 m über dem Meeresspiegel.